# 超額抽水

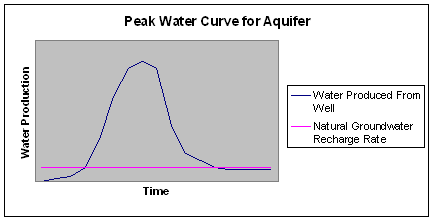
過度開採地下水含水層會產生水資源頂峰曲線。

超額抽水（英語：Overdrafting）指的是種抽取地下水的速率超過地下含水層的補給數量，讓其無法達到動態平衡的過程。地下水是地球上最大的淡水來源之一。地下水枯竭，可比擬為從銀行帳戶提取的錢超過存入後的結果。地下水枯竭的主要原因就是超額抽水所造成。
對於抽取地下水，有兩種值得考慮的做法：安全產量和可持續產量。安全產量指的是在一段時間內，在不超過長期補給率或是不會影響含水層完整性的情況下而可抽取的數量。而可持續產量是把補給率和地表水的影響列入考慮，做持續及無限期的抽取，而不會對水文產生負面影響的取水量。
含水層有兩種：封閉含水層和非封閉含水層。封閉含水層由稱為難透水層（acquitard）的地層所包覆，通常難以穿過而從中抽水。非封閉含水層，因為沒難透水層的阻隔，可自由從中抽取。從非封閉含水層中抽水，就像借用水一樣：必須以適當的速度將水補充，而補給有透過人工或是自然的方式。
補給不足會導致水資源枯竭，把含水層對人類的用處降低。水資源枯竭還會對含水層周圍的環境產生影響，例如土壤壓縮和地層下陷、當地氣候變化、土壤化學變化以及其他的環境惡化。

## 機制

地下含水層圖示，包括有封閉含水層、地下水流動時間、一個泉（右方溪流的源頭），以及一口井。井下方地下水位底部有個地層凹陷錐。

當從含水層中抽水時，會在鑽井周圍形成一個地層凹陷錐。抽水持續進行中，這個凹陷錐體的半徑會隨之擴大。抽取過多的水會導致負面影響，例如地下水位因之下降、地層下陷和喪失流入溪流的地表水。在極端情況下，自然補給的水源開始直接從溪流和河流中汲取，而把溪河的水位降低。這會對野生動物，以及把水用於其他目的的人類產生影響。
對含水層的自然補給是透過地表水的滲濾而發生。也可對含水層施以人工補給，例如將污水處理而得的再生水直接注入含水層（參見加利福尼亞州奧蘭治縣水區#Groundwater Replenishment System）。奧蘭治縣水區收集廢水，將其處理到適當的標準之後，以系統化方式將水泵入地下含水層。
由於各個地下水盆地的補給速度並不相同，具體取決於降水量、地面植被覆蓋和土壤保護措施，因此可安全抽取的地下水量在世界各區域，甚至是各省/州之間的差異均很大。一些含水層需要很長時間才能完成補給，因此超額抽水會導致地下供水枯竭。含水飽和的岩石可支撐更多重量，但失去過多的水分，就會發生沉降，而導致含水層的容量降低。
淡水數量的變化同時會受到干擾地下水補給的自然和人類活動（連同因而發生的氣候變化）所影響。導致地下水枯竭的主要人為活動之一是灌溉。全球大約40%的灌溉水來源自地下水，而灌溉是導致全美國地下水儲量流失的主要原因。

## 世界各國抽取地下水灌溉面積排名
| 國家         | 百萬公頃（2.6百萬英畝） 以地下水灌溉 |
| ------------ | ------------------------------------ |
| 印度         | 26.5                                 |
| 美國         | 10.8                                 |
| 中國         | 8.8                                  |
| 巴基斯坦     | 4.9                                  |
| 伊朗         | 3.6                                  |
| 孟加拉國     | 2.6                                  |
| 墨西哥       | 1.7                                  |
| 沙烏地阿拉伯 | 1.5                                  |
| 義大利       | 0.9                                  |
| 土耳其       | 0.7                                  |
| 敘利亞       | 0.6                                  |
| 巴西         | 0.5                                  |

以上是根據每個國家採用地下水灌溉的農業用地面積所做的排名。這個問題在美國變得越來越重要（尤其是在加利福尼亞州），但在世界各地也是個持續存在的問題，例如1987年發生在印度旁遮普邦的案例 - 當地發生嚴重乾旱，而又逢地下水枯竭，讓當地政府須嚴肅考慮是否要對水稻種植成長予以限制的問題。

### 美國
在美國，估計有800立方公里的地下水在20世紀內受到耗用。城市和其他高度集中用水地區的發展對地下水資源產生壓力。城市開發導致地表水和地下水之間減少相互作用（地表和地下之間的混合（互流）變少），結果是地下水位因此枯竭。
地下水補給率也受到地球溫度升高的影響，地表蒸發和植物的蒸散作用隨之升高，土壤含水量因而下降。地下水儲存受到人類行為如過度抽水而造成地下水位枯竭，以及氣候變化的影響，地球水圈受到重塑，依賴地下水的生態系統也受到影響。

## 地下含水層加速衰退
根據服務於美國地質調查局 (USGS) 水文學家Leonard F. Konikow在2013年發表的的一份報告，美國在整個20世紀於大平原奧加拉拉蓄水層的消耗水量，僅在2001年至2008年期間抽取的就佔有32%。在美國，含水層水源的最大用戶包括有農業灌溉、石油業和煤炭開採。根據Konikow的說法，“美國地下水的累積耗用量在1940年代後期開始加速，並以幾乎穩定的線性速度持續到世紀之末。地下水耗竭除會產生廣泛已知的環境結果外，還會對供應的可持續性，以及滿足國家用水需求產生不利的影響。
USGS對美國66個主要含水層採水的另一項研究報告顯示，抽取水的三大用途分別是灌溉 (68%)、公共供水 (19%) 和“工業自用”(4%)。其餘的8%則用於“生活自用、水產養殖、畜牧業、採礦業和供火力發電廠用途”。

## 環境影響
超額抽水所產生的環境問題包括：
- 地層下陷：由於缺乏水的支撐而導致的土地塌陷。有關地層下陷的首個有記錄的案例在1940年代出現。地層下陷可小到局部性，也可大到整個地區。下陷的結果會造成基礎設施和生態系統都受破壞。
- 地下水位降低，讓水更難流入溪流和河流
- 地表水對含水層的補給減少，溪流和湖泊的水量也因而減少
- 對依賴溪流和湖泊獲取食物、水和棲息地的動物產生影響
- 導致空氣污染和水污染。
- 由於地下水位降低，消費者的水價成本增加 - 需要更多的能源從更深的所在抽水，而增加營運成本，費用會轉嫁給消費者
- 缺水導致作物產量（英语：crop yield）減少（美國有60%的灌溉依賴地下水，這是種重大的風險）
- 地球的水循環受到干擾

### 對氣候的影響
含水層的水位降低（因超額抽水的緣故），以及抽取古地下水會導致海平面上升。 由於大氣中的水分含量增加會增加降水的機率，更有可能發生惡劣天氣事件。大氣中的水分會吸收熱量，阻止其逸入太空，大氣因此更為暖化，而加速水氣蒸發。水氣不是導致全球暖化的主要因素，但會透過與其他溫室氣體的作用而放大暖化的作用。

## 社會經濟效應
有些國家為滿足不斷增長的水需求而對含水層過度抽取，其中包括三大糧食生產國：中國、印度和美國。這三個國家，連同其他幾個地下水位正在下降的國家的人口已超過世界人口的一半以上。
水是生物和經濟增長所必要，超額抽取會減少其供應量。根據李比希最低量定律，人口增長會因而受到阻礙。地下水位的下降會導致必須鑽掘更深的井，使用更多的能源，而造成更高的成本。此外，越往深處抽水，水質就有越差的可能，而增加過濾的成本。鹽和其他礦物質的含量增加會導致水質下降，是超額抽取的另一個後果。

## 可能解決方案
為地下水做人為補給是種可行選擇。但可用於補充的合適水量有限。
在無法靠補給以解決問題的地區，也可採減少用水的策略（例如種植耗水量較少的作物）。

## 外部連結
- The Perils of Groundwater Pumping, Issues in Science and Technology